# Aurangabad
Aurangabad ("Tronens stad") är en stad i delstaten Maharashtra i västra Indien. Den är administrativ huvudort för distriktet Aurangabad och hade cirka 1,2 miljoner invånare vid folkräkningen 2011. Storstadsområdet, inklusive Aurangabads garnisonsstad, beräknades ha cirka 1,5 miljoner invånare 2018.
Aurangabad grundades 1610 under namnet Fatchnagar. Aurangzeb, efter vilken staden har sitt nuvarande namn lät här uppföra ett mausoleum över sin gemål, vilket enligt vissa i skönhet kan tävla med Taj Mahal. Flera ruiner vittnar om stadens storhetstid. i närheten av staden finns 12 grottempel.